# La Ferté-Saint-Samson
La Ferté-Saint-Samson là một xã trong vùng hành chính Normandie, thuộc tỉnh Seine-Maritime, quận Dieppe, tổng Forges-les-Eaux. Tọa độ địa lý của xã là 49° 34' vĩ độ bắc, 1° 31' kinh độ đông. La Ferté-Saint-Samson có điểm thấp nhất là 111 mét và điểm cao nhất là 169 mét. Xã có diện tích 19,05 km², dân số vào thời điểm 1999 là 341 người; mật độ dân số là 18 người/km².

## Thông tin nhân khẩu
| 1962 | 1968 | 1975 | 1982 | 1990 | 1999 |
| ---- | ---- | ---- | ---- | ---- | ---- |
| 382  | 447  | 372  | 319  | 333  | 341  |